# Lorenzo Montatore
Javier Lorenzo García (Madrid, 2 de julio de 1983), conocido por el seudónimo Lorenzo Montatore, es un historietista e ilustrador español.

## Biografía
Nació en Madrid en 1983 y reside en Barcelona, donde hizo sus primeros trabajos como ilustrador y autor de fanzines. De formación autodidacta, su obra está influenciada por la literatura española del siglo XX, la cultura underground y la historieta española, en particular de autores como Max y Monteys.
En 2016 se dio a conocer con su primera historieta, La muerte y Román Tesoro, en el que ya desarrollaba un estilo propio bidimensional, surrealista y colorido. Gracias a este trabajo fue nominado como «mejor autor revelación» en el Salón del Cómic de Barcelona 2017. Le siguieron obras como Cuidado, que te asesinas (La Cúpula, 2018), basada en el bloqueo creativo; California Rocket Fuel (Sugoi Ediciones, 2019), Queridos difuntos (Sapristi, 2020), y La mentira por delante (Astiberri, 2021), dedicada a Francisco Umbral. También publicó un cómic infantil, Lola & Blu: La caja (Bang Ediciones, 2020), nominado como «mejor obra infantil» en el Salón de Barcelona 2021.
En 2022 empezó a sacar obras bajo el sello ECC Ediciones. La primera fue Obras Incompletas (2015-2022), una recopilación de sus primeros trabajos. Al año siguiente publicó Aquí hay avería (2023), basada en la adicción a las drogas y la autodestrucción, y que cuenta con un epílogo de Javier Pérez Andújar. Y en 2024 editó Si bailáis, entenderéis mejor las letras, en la que homenajea a la banda estadounidense Talking Heads.